# Chiesa di San Pietro (Diano San Pietro)
La chiesa di San Pietro è un luogo di culto cattolico di Diano San Pietro, in provincia di Imperia, situato nel centro storico della borgata di Piazza. La chiesa è sede della parrocchia omonima del vicariato di Diano Marina della diocesi di Albenga-Imperia.

## Storia e descrizione

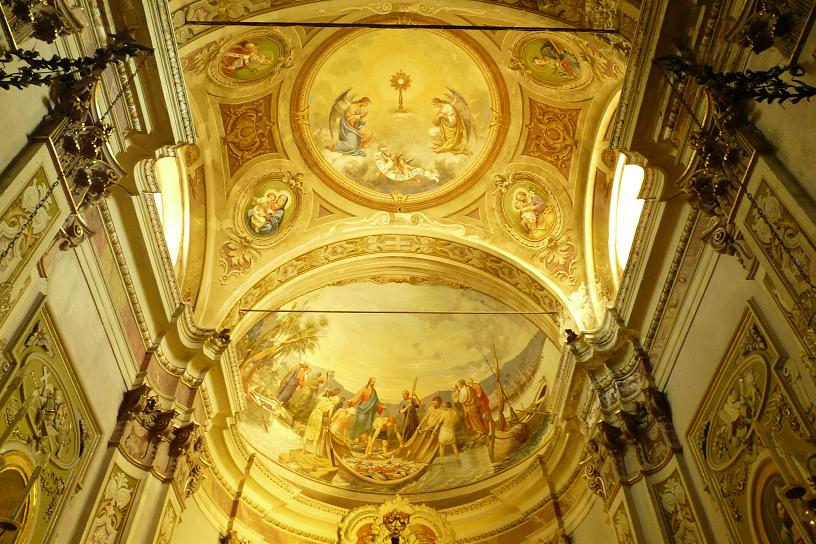
Particolare degli affreschi della navata e del catino absidale

Il primo edificio di culto del borgo di Diano San Pietro risalirebbe al periodo medievale, probabilmente al XII secolo così come l'attiguo e romanico campanile. Tale pieve fu consacrata il 10 ottobre 1499 da parte del vescovo di Albenga monsignor Leonardo Marchesi.
Fu nel corso del XVIII secolo che sulle fondamenta dell'originario e demolito edificio venne costruita la nuova struttura consta da un'unica navata di forma ellittica e da sei altari laterali - nelle forme stilistiche barocche - e con l'apertura di due cappelle sull'asse trasversale. Su progetto dell'architetto Filippo Marvaldi fu inoltre capovolto l'orientamento dell'originario edificio con la costruzione di un nuovo coro a levante e conseguentemente di una nuova facciata sul lato opposto, che determinò la demolizione della precedente abside. Una lapide murata dietro l'altare maggiore riporta l'anno 1772 quale periodo della radicale trasformazione.
La neo parrocchiale inglobò, inoltre, l'antico battistero ottagonale del V secolo che originariamente distaccato dalla medievale chiesa fu integrato alla nuova struttura, presso la parte sinistra dell'abside e sporgente dalla muratura esterna.

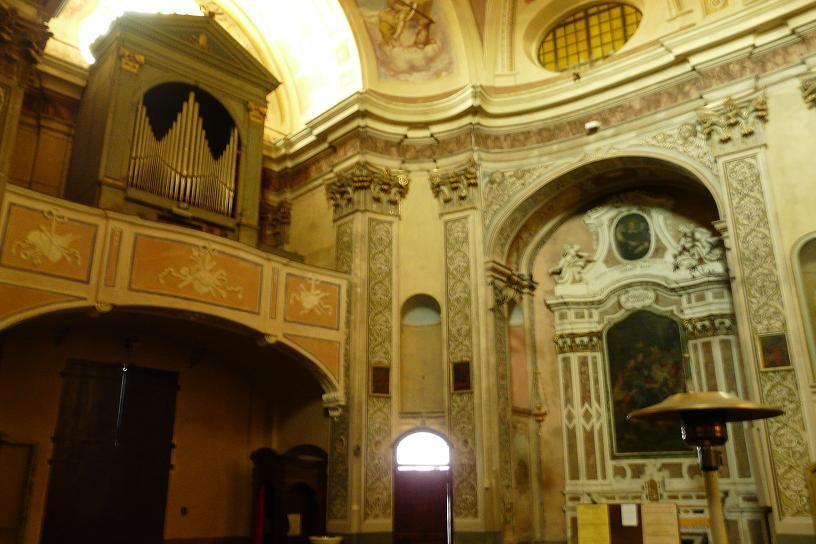
L'interno

All'interno è conservata una tela raffigurante il Martirio di san Giovanni Battista attribuita a Giovanni Battista Paggi. Il pulpito scolpito è databile al XVI secolo e di scuola scultorea lombarda. Il sagrato esterno è stato realizzato nel 1818 con vari disegni illustranti scene di vita dell'apostolo Pietro dai maestri Pietro Viziano, Andrea Gilardi e Antonio Zanini. Il primo fu pure l'autore della costruzione del nuovo coro, del rialzamento dei muri perimetrali, della formazione della volta (prima inesistente), del rifacimento del tetto, delle cappelle laterali con gli altari e del pavimento; a seguito di tali lavori si procedette ad una nuova riconsacrazione della parrocchiale il 5 giugno 1842 con la presenza del vescovo albenganese monsignor Raffaele Biale.
La navata presenta decorazioni pittoriche di Silvio Novaro di Diano Castello, con l'aiuto dell'aspirante pittore Aldo Trucco di Borello che si occupò dell'ornato, mentre al pittore imperiese Tommaso Carrega sono attribuite le raffigurazioni dei santi Paolo, Marco e Luca nella fascia sopra l'organo; tra il 1930 e il 1935 sono stati eseguiti gli affreschi del presbiterio (Il Santissimo tra due angeli; la Madonna con il Bambino; San Giuseppe con il Bambino) e nel catino absidale (La pesca miracolosa), eseguiti dal maestro dianese Giacomo Rolando.
Altre opere pittoriche e scultoree sono conservate nelle cappelle laterali: La presentazione di Gesù al Tempio e san Biagio nella prima cappella a sinistra; la Madonna del Rosario tra gli angeli e i santi Domenico, Pietro e Caterina da Siena, dipinto di Bernardo Castello e collocato nell'altare della Madonna del Rosario, quest'ultimo realizzato nel 1645 dal marmoraro Lorenzo Reddi; la Vergine del Rosario, opera del pittore Gio Batta Casanova realizzata nel primo quarto del XVII secolo; nella cappella di San Giovanni Battista la tela con la Madonna col Bambino e i santi Carlo Borromeo, Pietro e altri due santi di Giovanni Battista Paggi si affianca a quella con la Decollazione del Battista dell'allievo Giovanni Domenico Cappellino; la statua lignea della Madonna del Carmine, nella terza cappella di destra, opera del 1769 dello scultore Francesco Ravasco.